# 탱고 음악
탱고(스페인어: Tango 땅고[*])는 유럽에서 아르헨티나와 우루과이로 이주한 이주민들로부터 시작된 민족음악이다. 보통 두대의 바이올린, 피아노, 더블베이스, 그리고 반도네온에 의해 연주된다. 초창기의 연주에는 종종 플루트, 클라리넷, 그리고 기타가 사용되었다. 탱고 음악은 기악의 형태로 이루어지며, 노래를 곁들이기도 한다. 탱고 음악은 탱고 춤과 함께 세계적으로 유명하다. 기본적인 리듬은 4분의 2박자이다.

## 기원
탱고는 아르헨티나와 우루과이 사이를 흐르는 라플라타강 유역 몬테비데오, 부에노스아이레스 두 도시의 주변에서 생성된 음악이다. 탱고의 발상지로 알려진 아르헨티나(Tango Argentino 땅고 아르헨티노[*]라 불림)에도 그 기원이나 변천에 대한 확실한 기록이 없다. 일반적인 정설로는 라플라타강 유역 부에노스아이레스 주변의 선착장에 외양항로의 선원들이 1800년대 쿠바 섬에서 유행하던 2/4박자의 가요조의 음악 아바네라를 전하였고, 여기에 부에노스아이레스나 몬테비데오의 거리에서 연주되고 춤추던 칸돔베가 섞여서 밀롱가가 파생하였으며, 그 밀롱가의 변형된 음악이 탱고라는 것이 정설로 되어 있다.

### 아바네라
아바네라(habanera)는 탱고의 할머니라고도 불리는 음악이다. 에스파냐 식민지였던 쿠바섬에 사탕수수와 담배재배의 잡역부로 건너온 아프리카 흑인들이 그들의 노래와 춤을 전하였고 그것을 토대로 쿠바 태생의 음악가 크레오르가 쿠바 사람에 대한 적합한 새로운 감각의 음악을 탄생시켰으며 이것을 아바네라라고 부르게 되었다. 1800년 중엽 에스파냐의 음악가 세바스티안 이라디에르가 쿠바섬을 찾아갔을 때 명곡 <라 팔로마>를 비롯하여 하바네라조의 음악을 수없이 작곡한 일이 있다. 프랑스의 작곡가 비제도 가극 <카르멘>의 제2막에 아바네라 음악을 사용하고 있다.

### 칸돔베
칸돔베(candombe)는 탱고의 할아버지라고 할 만한 것이다. 사전에 의하면 '남녀 흑인의 상스러운 춤, 그 춤에 쓰이는 큰북의 일종'으로 되어 있다. 칸돔베는 식민지시대 이래의 음악으로서 부에노스아이레스 주변에서 추던 축제의 음악이었다. 밀롱가나 새로 탄생한 탱고가 점잖은 사람이나 상류사회의 사람들에게 백안시되면서도 부에노스아이레스의 중심부에 침투한 데 대하여, 조잡하고 속된 음악으로 치부되었던 칸돔베는 점차 쇠퇴했다. 1930년경까지는 카니발 때 젊은이들이 이 음악에 맞추어 춤추며 거리를 누비고 다녔지만, 카니발의 쇠퇴와 더불어 지금은 극장 또는 레코드 이외에는 들을 수 없게 되었다.

### 밀롱가
밀롱가(milonga)는 탱고의 아버지에 해당한다. 하나의 음악이 파생하는 데는 여러 가지 요소가 겹치고 영향을 미쳐 탄생하게 된다. 밀롱가에는 하바네라와 칸돔베가 영향을 주고 있음이 확실하며, 현재 밀롱가의 형식에는 하바네라계와 칸돔베계의 2종류의 리듬이 있고, 양자 혼합형도 볼 수 있다. 밀롱가의 파생은 대체로 1860년경이며, 한때 빠른 유행을 보였으나 새로운 음악인 탱고의 탄생으로 칸돔베와 마찬가지로 쇠퇴했다.

## 탄생

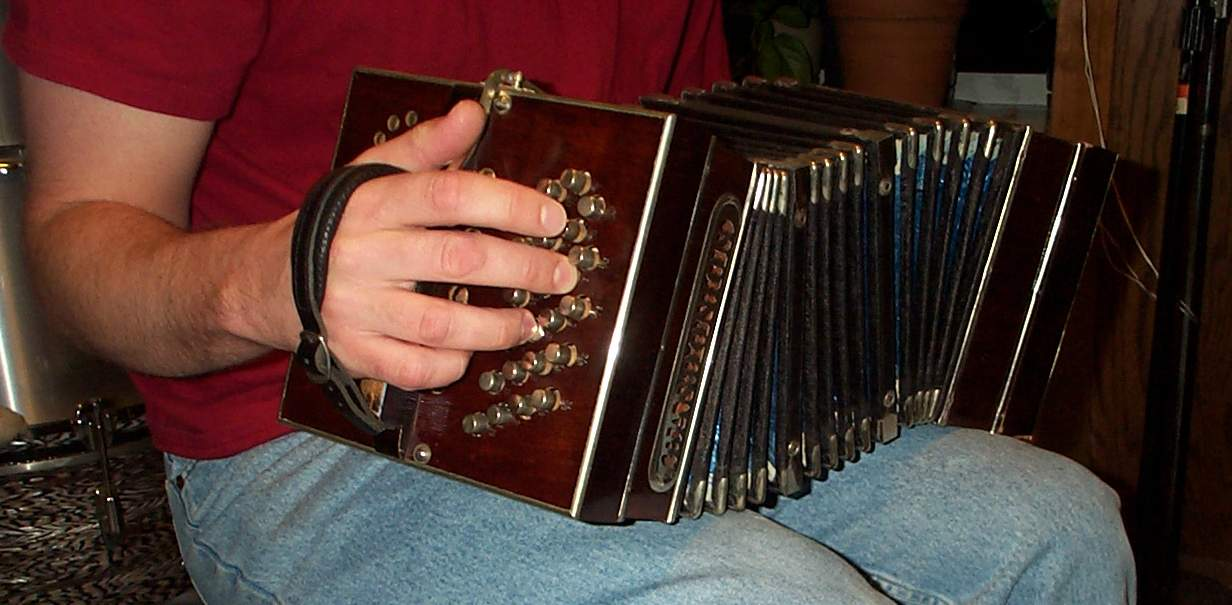
초창기 반도네온, 1905

탱고는 밀롱가의 파생 후 1875년경에 싹이 터서 1880년경에는 가장 오랜 탱고라고 하는 페레스 작 <다메 라 라타>가 작곡되었고, 1889년에는 칸포아모르작 <사르헨트 카브라르>, 라도니사니의 <울보> 등이 잇달아 작곡되었다. 이 시기를 탱고의 유년기라고도 한다. 1900년 이후 탱고는 눈부신 발전을 하였으며, 악사, 악단이 배출되었다. 그 당시 작곡된 <엔트레리오스의 사람>, <엘 초클로>, <엘 폴테니토> 등은 그 리듬에 밀롱가적인 면모를 남기고 있다. 연주방법도 당시는 3중주 또는 4중주 정도의 소편성 악단이었으며, 악기도 클라리넷, 플루트, 바이올린, 기타가 사용되고 있었다. 1905년경 처음으로 피아노가 사용되었다. 그 후 독일의 반도네온이 등장하여 기존의 플루트, 클라리넷 등이 차지하고 있던 위치를 차지하였으며, 연주에도 큰 변화를 가져왔다. 1916년 프란시스코 카날로가 처음으로 베이스를 사용하였고, 베이스, 피아노, 바이올린, 반도네온 등으로 5중주단을 편성하였다. 이 4악기를 주체로 한 편성을 표준적 편성악단(orquesta típica 오르케스타 티피카[*])이라고 명명하였다.

## 콘티넨탈 탱고
콘티넨탈 탱고(Continental Tango)는 아르헨티나에서 직접 건너온 아르헨티나의 작품이다. 표준적 편성악단 형식으로 연주된 탱고를 아르헨티나 탱고라고 하며, 아르헨티나 이외의 나라에서 만들어져 티피카 악기편성 이외로 연주되고 구미에서 도래한 탱고를 콘티넨탈 탱고라 한다.
콘티넨탈 탱고의 기원은 아르헨티나 탱고에서 온 것이라 전해지고 있다. 1905년 아르헨티나 해군 연습함 '사르미엔트 호'가 두 번째의 유럽 방문 때 <엘 초클로>와 <라 몰로차>의 악보를 기항지마다 살포한 것이 처음이며, 1907년 그 곡의 작곡자들인 안헤르 비졸드나 엔리케 사보리드 등이 유럽에 건너가 탱고 보급에 힘썼다. 1914년부터 1918년에 이르는 제1차 세계대전 후 아르헨티나와 파리를 중심으로 한 유럽 여러 나라, 북아메리카와의 교류는 한층 활발해져서 유럽이나 미국에는 구미 사람들에게 적합한 우아하고 친하기 쉬운 탱고가 발생하였다. 예를 들면 <제라시>, <꿈의 탱고>, <푸른 하늘>, <부인이여, 그 손을>, <장미의 탱고> 등 수많은 아름다운 곡들이다. 한편, 연주가도 게치, 웨버 등의 명연주가들이 잇달아 나타났다. 그리고 미국에서도 <달그늘에 피는 난초꽃>, <헤르난도스 하이도어웨이> 등이 작곡되어, 현재 탱고는 전 세계에 유행하고 있다.

## 같이 보기
- 아르헨티나의 음악